# Adhocratie

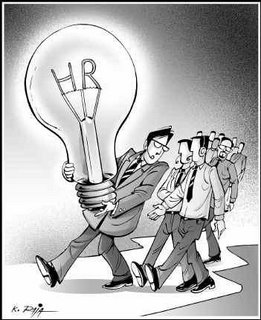
L'équipe adhocratique est constituée en vue de mener des projets innovants.

« Adhocratie » est un néologisme (provenant du terme latin ad hoc) utilisé pour désigner une configuration d’organisation qui mobilise, dans un contexte d’environnements instables et complexes, des compétences pluridisciplinaires et transversales, pour mener à bien des missions précises (comme la résolution de problèmes, la recherche d'efficacité en matière de gestion, le développement d'un nouveau produit, etc.). L’adhocratie a d'abord été formulée par Alvin Toffler dans Le Choc du futur (1970) puis a été popularisée par Robert Waterman Jr. dans Adhocracy. The power to change (1990) avant que le concept ne soit considérablement développé par Henry Mintzberg.
Ce principe d’organisation s'oppose à la bureaucratie. L'expression « ad hoc » indique en effet que les personnes choisies dans l'organisation travaillent dans le cadre de groupes-projets peu formalisés qui bénéficient d'une autonomie importante par rapport aux procédures et aux relations hiérarchiques normalement en vigueur. Au sein d'une équipe adhocratique, le mécanisme principal de coordination entre les opérateurs est l'ajustement mutuel. Cette caractéristique fait de l'adhocratique un mode de management souple, souvent comparé au fonctionnement normal de la nature. En 1961, Burns et Stalker ont opposé la structure mécanique et la structure organique, cette dernière étant dans leur esprit similaire à l'organisation adhocratique.
L'organisation adhocratique est utilisée par plusieurs grandes firmes (comme la NASA ou Motorola[réf. souhaitée]) pour mener des projets d'envergure. Selon Toffler, « L'essor de l'adhocratie est une conséquence directe de l'accélération de l'évolution de la société dans son ensemble ».

## Selon Toffler

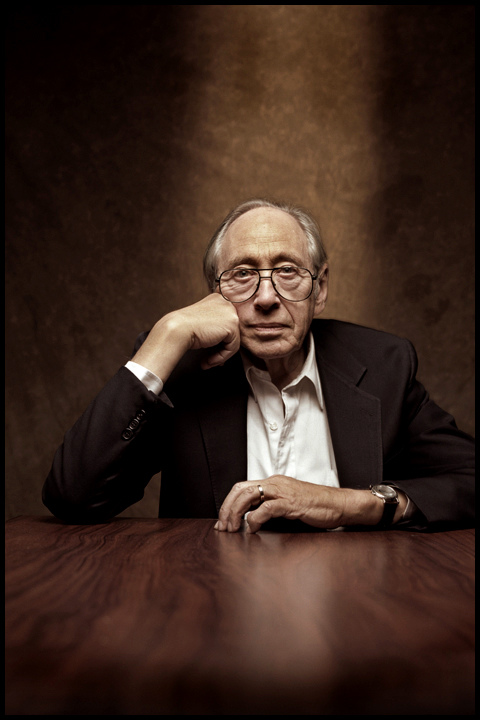
Alvin Toffler en 2006.

Alvin Toffler a popularisé le terme d'« adhocratie » dans son étude Le Choc du futur (1970). Il définit l'adhocratie comme une organisation qui regroupe des experts de différentes disciplines, réunis afin de conjuguer leurs compétences respectives pour réaliser un projet innovant. C'est donc une structure souple, temporaire et possédant une fin déterminée.

## Selon Mintzberg

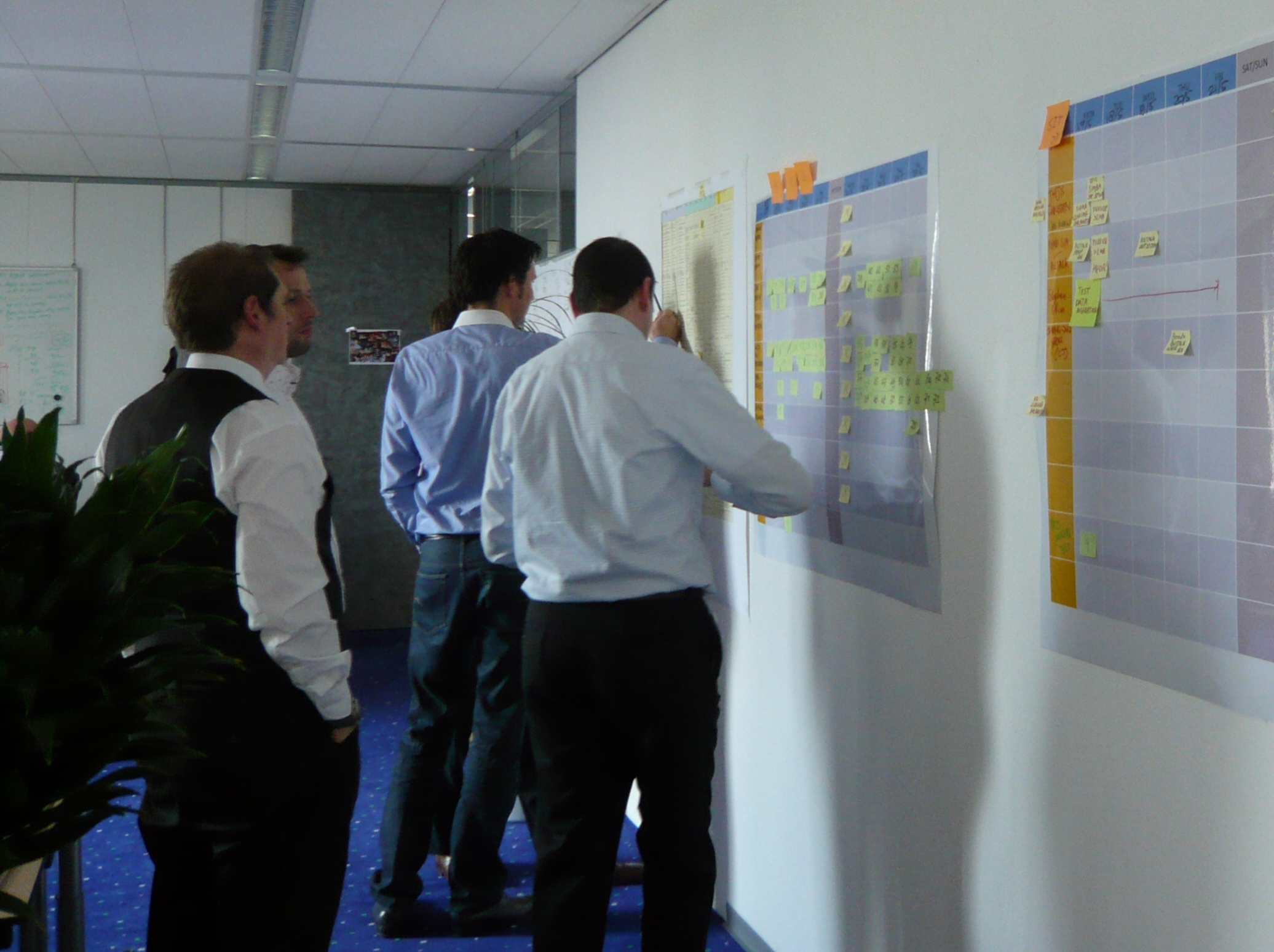
Selon Waterman, la première tâche de l'équipe adhocratique est de planifier le travail.

L'adhocratie est un type d'organisation au sein du système théorique de Henry Mintzberg. Elle se définit par des caractéristiques propres :
- spécialisation des tâches horizontales basée sur une formation solide de la part des acteurs (experts…) ;
- une tendance à regrouper les professionnels dans des unités fonctionnelles pour atteindre les objectifs fixés ;
- une tendance à les disperser en petites équipes pour réaliser leur projet (management par projet) ;
- l’ajustement mutuel est le mécanisme de coordination clé, à l’intérieur et entre les équipes.

De façon synthétique, on peut dire que l’ordre social dans l’organisation adhocratique ne repose plus sur le respect des règles, mais sur un consensus qui émerge d’un dialogue institutionnalisé auquel tout le monde peut participer (ajustement mutuel).
Dans ce modèle, chacun est supposé avoir intégré l’intérêt collectif et parler en son nom. Les décisions sont prises par des individus informés des objectifs stratégiques. Ils sont investis d’une part de responsabilité pour atteindre ces derniers. Les décisions encadrées par des principes d’action remplacent les règles et procédures trop rigides.
En effet, dans cette structure, les informations et les processus de décision circulent de façon flexible et informelle pour promouvoir l'innovation. Ceci a pour conséquence le débordement de la structure d'autorité quand il le faut. L'adhocratie doit donc recruter des experts – des professionnels dont les connaissances et les aptitudes ont été hautement développées dans des programmes de formation – et leur donner du pouvoir. L’objectif est alors de traiter les aptitudes et les connaissances existantes comme de simples bases sur lesquelles en construire de nouvelles.
Néanmoins, la difficulté de l’adhocratie est de faire travailler ces profils « haute compétence » ensemble, les différents spécialistes doivent joindre leurs forces dans des équipes multidisciplinaires créées chacune pour un projet ou une innovation spécifique.
Pour ainsi faciliter ce travail d’équipe, la structure adhocratique préconise un fonctionnement matriciel : un groupement par fonction pour des tâches inhérentes à la structure (recrutement, communication professionnelle…) et un groupement pluridisciplinaire pour la conduite de projet. Ainsi, il y a abondance de cadres dans l'adhocratie : responsables de fonctions, responsables de projets, cadres intégrateurs. Cependant, la plupart de ces cadres n’ont pas un rôle d’encadrement au sens usuel du terme. Ils consacrent en effet une bonne partie de leur temps à des activités de liaison et de négociation. L’objectif étant de réaliser la coordination latérale entre les différentes équipes et entre ces équipes et les unités fonctionnelles.
Dans la mesure où elle s'appuie sur des experts qui ont reçu une formation poussée, l'adhocratie est décentralisée. Le but recherché est alors d’éviter que le pouvoir d’innover ne soit trop concentré dans les mêmes mains.
L’ensemble de ces dispositions vise un but essentiel : favoriser au maximum l’innovation, c'est-à-dire s'engager dans un effort de création pour trouver une solution nouvelle. Et ce à l’inverse de la bureaucratie qui cherche plutôt à classer le projet parmi les cas connus auxquels elle peut appliquer un programme standard, privilégiant ainsi la rapidité aux dépens de l'innovation.
L’adhocratie, que l’on retrouve dans les environnements qui sont à la fois dynamiques et complexes, est donc très en vogue aujourd’hui grâce à l’accent mis à la fois sur l’expertise, la structure organique et matricielle, les équipes de travail, la décentralisation, les systèmes techniques sophistiqués et automatisés, la jeunesse et les environnements complexes et dynamiques.